# 124 av. J.-C.
Cette page concerne l'année 124 av. J.-C. du calendrier julien proleptique.

## Événements
- 25 juillet 125 av. J.-C. (1er janvier 630 du calendrier romain) : début à Rome du consulat de Caius Cassius Longinus et Caius Sextius Calvinus[1].

- Mars : le général Wei Qing chasse un roi Xiongnu et capture un grand nombre de nobles de sa suite[2].
- Printemps-été : le proconsul Marcus Fulvius Flaccus franchit les Alpes et combat les Ligures, les Voconces et les Salyens[3].

- 10 décembre : début à Rome du tribunat de Caius Gracchus (fin le 9 décembre 122 av. J.-C.)[4].

- Début du règne en Inde de Andhraka, roi Shunga du Magadha (fin en 122 av. J.-C.)[5].
- Fondation de la première université en Chine enseignant la doctrine de Confucius aux futurs fonctionnaires[6].

- Retour à Alexandrie de Cléopâtre II qui se réconcilie avec son frère Ptolémée VIII et sa fille Cléopâtre III[7].
- Épidémie en Afrique romaine, qui aurait fait 200 000 victimes[8].

## Naissances
- Antiochos d'Ascalon (v.124–127 av. J.-C.).
- Caius Aurelius Cotta.